# 天星乡 (南充市)
天星乡，是中华人民共和国四川省南充市嘉陵区曾经下辖的一个乡。2019年10月，撤销天星乡和新庙乡，将其所属行政区域划归大通镇管辖。

## 行政区划
天星乡撤销前下辖以下地区：
玄祖庙村、弥陀院村、麻柳坝村、龙归院村、家门迁村、公子坝村、圈角湾村和永兴村。